# Karl XIV Johans staty, Norrköping

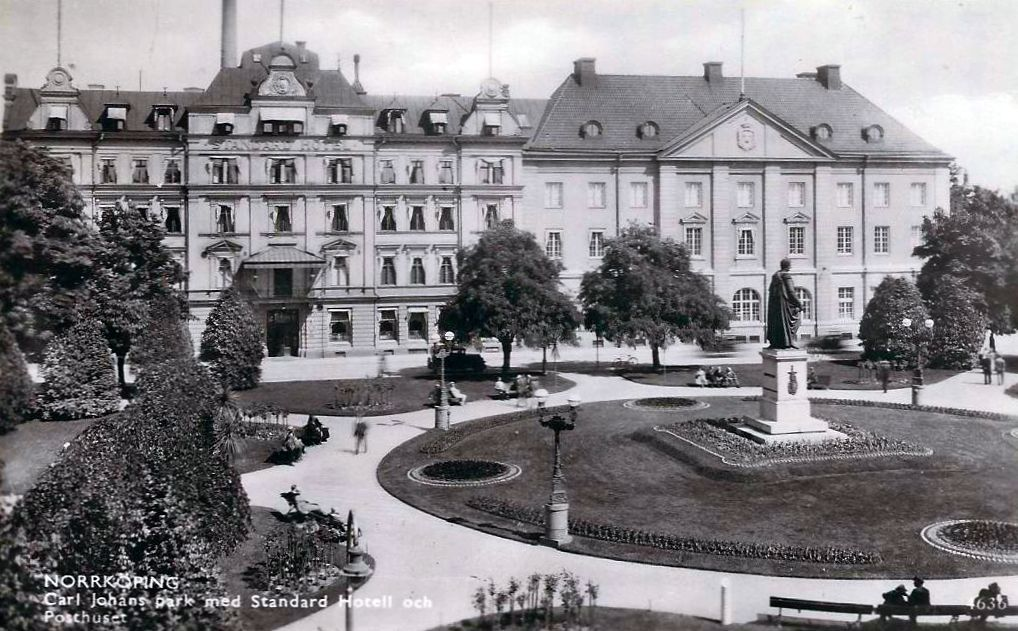
Carl XIV Johans park med Standard Hotel och Riksbankens hus vid Drottninggatan. Fotot är taget efter 1916.

Karl XIV Johans staty är en bronsstaty i Carl Johans park över Karl XIV Johan i Norrköping, som restes 1846 på initiativ av borgare i staden, bland andra John Swartz.
Statyn modellerades av Ludwig Schwanthaler i München i Bayern och göts av Ferdinand von Miller den äldre, också i München. Statyn avbildar kungen som stående helfigur i marskalkdräkt och med lagerkransat huvud. Piedestalen ritades av Carl Theodor Malm. Denne ritade också de två (ursprungligen fyra) kandelabrar som omger statyn samt det staket som tidigare också fanns runt statyn. På piedestalen står inskrivet: Carl XIV Johan. Segersäll. Fredsäll. 
Statyn invigdes den 20 oktober 1846 i närvaro av Oscar I, drottning Josefina och änkedrottning Desideria. En medalj präglades till minne av festligheterna.
Statyn restes på det dåvarande marknadstorget Saltängstorget, vilket i samband med detta omdöptes till Carl Johans torg. Senare under 1800-talet omvandlades torget till en park, som fick namnet Carl Johans park.

## Utomhus resta statyer över Karl XIV Johan i Sverige-Norge
Statyn i Norrköping var både den första offentliga statyn i Norrköping och den första statyn över Karl XIV Johan i Sverige. Sammanlagt har rests fem offentliga skulpturer i det fria av Karl XIV Johan i unionsländerna Sverige och Norge: i Norrköping (1846), på Slussplan i Stockholm (ryttarstaty, 1854), i Engelska parken i Uppsala (byst, 1854). framför Kungliga slottet i Kristiania (ryttarstaty, 1875) och vid Storgatan i Örebro (stående helfigur, 1915).

## Bildgalleri

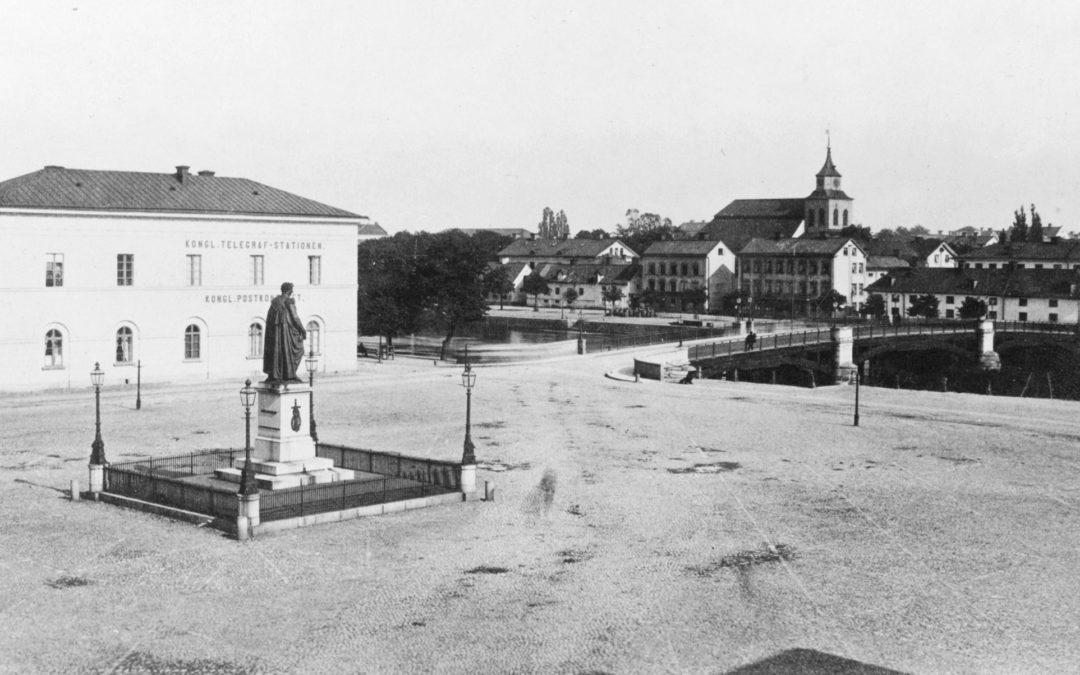
Carl Johans torg, 1880-talet, före 1887, Bakom statyn av Karl XIV Johan syns det ombyggda Ullmagasinet med Telegrafstationen och Postkontoret. I bakgrunden ses Oscar Fredriks bro, Hamngatan och Hedvigs kyrka.
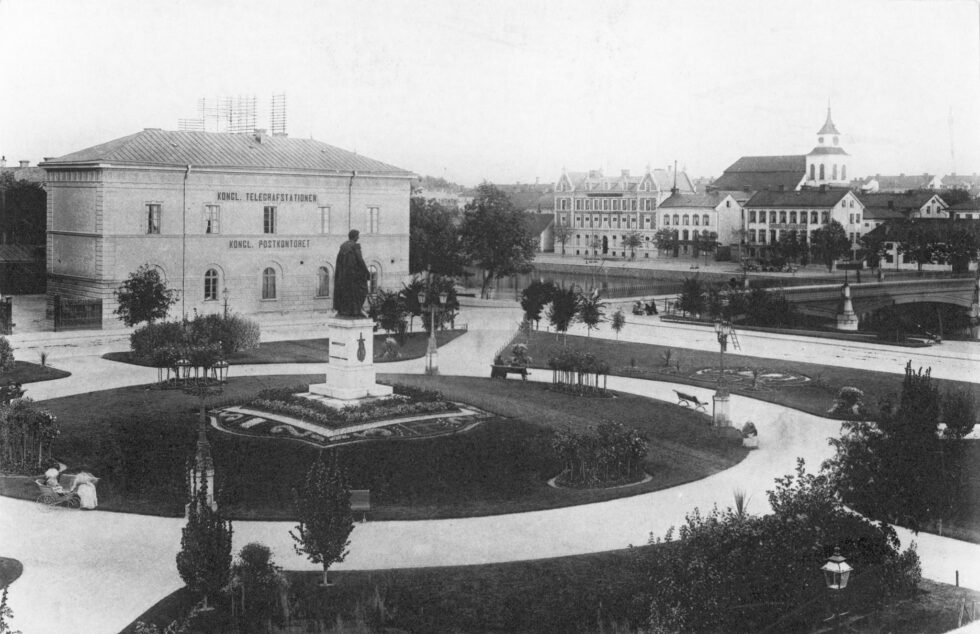
Carl Johans park, 1890-tal